# Nouchka van Brakel
Nouchka van Brakel (Amsterdam, 18 april 1940) is een Nederlands filmregisseur die vooral bekend werd door de film Van de koele meren des doods. Zij was de eerste vrouwelijke filmmaker die een groot publiek wist te bereiken met films waarin vrouwen centraal staan.
Ze volgde van 1962 tot en met 1964 de Filmacademie en bracht twee jaar door op de Academie voor Expressie. Haar eerste baan was als montage-assistente bij Mensen van morgen van Kees Brusse.
Ze is alleenstaand in Amsterdam-Noord en moeder van een dochter en oma van een kleinzoon. Ze was enige tijd gehuwd met Pier van Brakel.

## Filmografie
Speelfilms:
- De vriendschap (2001)
- Een maand later (1987)
- Van de koele meren des doods (1982)
- Een vrouw als Eva (1979)
- Het debuut (1977)
- Zwaarmoedige verhalen voor bij de centrale verwarming (1975)

Documentaires:
- Ave Maria - Van dienstmaagd des Heren tot koningin van de hemel (2006)
- Aletta Jacobs: Het hoogste streven (1995)
- Uit het leven van een vroedvrouw (1985)

Televisieserie:
- 26.000 gezichten (2005)
- Iris (1992)

Korte Films:
- Wij in het heelal, een heelal in ons (2012)
- Vrouwen vertellen (1992)
- Een B.O.M.-vader (1980)
- Het verschil (1979)
- Ouder worden (1975)
- Een andere kijk op zwakzinnigheid (1974)
- Wie als meisje geboren is, wordt toch nooit een jongen (1971)
- Het blijft zoeken (1971)
- Het verborgen gezicht (1970)
- De baby in de boom (1969)
- Sabotage (1966)

## Boeken
- Scenes uit mijn eigen dagboek, Verhalen verteld aan mijn kleinzoon, Amsterdam.Antwerpen (2018), bekroond met de Louis Hartlooperprijs 2018